# Формула Сильвестра
Формула Сильвестра, матричная теорема Сильвестра (названа именем  Дж. Дж. Сильвестра) или интерполяция Лагранжа — Сильвестра выражает аналитическую функцию {\displaystyle f(A)} матрицы A как многочлен от A в терминах собственных значений и векторов матрицы A.  Теорема гласит следующее:
{\displaystyle f(A)=\sum _{i=1}^{k}f(\lambda _{i})~A_{i}~},
где {\displaystyle \lambda _{i}} — собственные значения матрицы A, а матрицы  
{\displaystyle A_{i}\equiv \prod _{j=1 \atop j\neq i}^{k}{\frac {1}{\lambda _{i}-\lambda _{j}}}\left(A-\lambda _{j}E\right)}
являются соответствующими ковариантами Фробениуса матрицы A, представляющими собой проекции многочленов Лагранжа этой матрицы.

## Условия
Формула Сильвестра применима для любой  диагонализируемой матрицы A с k различными собственными значениями {\displaystyle \lambda _{1},\dots ,\lambda _{k}} и любой функции f, определённой на подмножестве комплексных чисел, для которой f(A) определена.  Последнее условие означает, что любое собственное значение {\displaystyle \lambda _{i}} находится в области определения f , причём если его кратность {\displaystyle m_{i}>1}, то оно находится внутри области определения, а сама функция f дифференцируема ({\displaystyle m_{i}-1}) раз в точке {\displaystyle \lambda _{i}}.

## Пример
Рассмотрим матрицу порядка 2:
{\displaystyle A={\begin{bmatrix}1&3\\4&2\end{bmatrix}}}.
Эта матрица имеет два собственных значения, 5 и −2. Её коварианты Фробениуса есть:
{\displaystyle {\begin{aligned}A_{1}&=c_{1}r_{1}={\begin{bmatrix}3\\4\end{bmatrix}}{\begin{bmatrix}{\frac {1}{7}}&{\frac {1}{7}}\end{bmatrix}}={\begin{bmatrix}{\frac {3}{7}}&{\frac {3}{7}}\\{\frac {4}{7}}&{\frac {4}{7}}\end{bmatrix}}={\frac {A+2E}{5-(-2)}}\\A_{2}&=c_{2}r_{2}={\begin{bmatrix}{\frac {1}{7}}\\-{\frac {1}{7}}\end{bmatrix}}{\begin{bmatrix}4&-3\end{bmatrix}}={\begin{bmatrix}{\frac {4}{7}}&-{\frac {3}{7}}\\-{\frac {4}{7}}&{\frac {3}{7}}\end{bmatrix}}={\frac {A-5E}{-2-5}}\end{aligned}}}.
Формула Сильвестра тогда сводится к:
{\displaystyle f(A)=f(5)A_{1}+f(-2)A_{2}\,}.
Например, если f определяется выражением {\displaystyle f(x)=x^{-1}}, то формула Сильвестра выражает обратную матрицу {\displaystyle f(A)=A^{-1}} как:
{\displaystyle {\frac {1}{5}}{\begin{bmatrix}{\frac {3}{7}}&{\frac {3}{7}}\\{\frac {4}{7}}&{\frac {4}{7}}\end{bmatrix}}-{\frac {1}{2}}{\begin{bmatrix}{\frac {4}{7}}&-{\frac {3}{7}}\\-{\frac {4}{7}}&{\frac {3}{7}}\end{bmatrix}}={\begin{bmatrix}-0,2&0,3\\0,4&-0,1\end{bmatrix}}}.

## Обобщение
Формула Сильвестра верна только для диагонализируемых матриц. Расширение, принадлежащее Артуру Буххайму и основанное на многочленах эрмитовой интерполяции, покрывает общий случай
{\displaystyle f(A)=\sum _{i=1}^{s}\left[\sum _{j=0}^{n_{i}-1}{\frac {1}{j!}}\phi _{i}^{(j)}(\lambda _{i})\left(A-\lambda _{i}E\right)^{j}\prod _{j=1,j\neq i}^{s}\left(A-\lambda _{j}E\right)^{n_{j}}\right]},
где {\displaystyle \phi _{i}(t):=f(t)/\prod _{j\neq i}\left(t-\lambda _{j}\right)^{n_{j}}}.
Краткую форму позже предложил Ганс Швердтфегер:
{\displaystyle f(A)=\sum _{i=1}^{s}A_{i}\sum _{j=0}^{n_{i}-1}{\frac {f^{(j)}(\lambda _{i})}{j!}}(A-\lambda _{i}E)^{j}},
где {\displaystyle A_{i}} являются соответствующими ковариантами Фробениуса матрицы A.